# Saint-Pierre-de-Bat
Saint-Pierre-de-Bat es una población y comuna francesa, situada en la región de Aquitania, departamento de Gironda, en el distrito de Langon y cantón de Targon. Produce vino de Burdeos en la AOC Bordeaux Haut-Benauge.

## Demografía
| 278 | 256 | 253 | 264 | 251 | 271 |
| Para los censos de 1962 a 1999 la población legal corresponde a la población sin duplicidades (Fuente: INSEE [Consultar]) |     |     |     |     |     |